# Capitol (soap)
Capitol was een Amerikaanse soapserie die op de Amerikaanse zender CBS liep van 29 maart 1982 tot 20 maart 1987. De verhaallijn ging meestal over politieke intriges van mensen in de Amerikaanse hoofdstad Washington wier levens met elkaar waren verstrengeld.